# Deutsche Nordische Skimeisterschaften 1953

Logo des Deutschen Skiverbands

Die 36. Deutschen Nordischen Skimeisterschaften fanden vom 6. bis 8. Februar 1953 in den schwarzwälder Städten Freudenstadt und Baiersbronn statt. Um einen Ausgangspunkt für gesamtdeutsche Skimeisterschaften 1954 zu schaffen, nahm erstmals auch eine Delegation der DDR an den westdeutschen Wettkämpfen teil. Der Deutsche Skiverband gab als Veranstalter rund 130.000 DM für das Skifest aus. Auch das Land Württemberg-Baden war mit 40.000 DM Zuschuss an den großen Vorbereitungen beteiligt. Dabei standen vor allem die Skisprungschanzen im Vordergrund, sodass die Ruhesteinschanze in Baiersbronn nach den Plänen von Heini Klopfer umgebaut, letztlich aber kein Austragungsort der Sprungläufe wurde. Während der Kombinationssprunglauf auf der ebenfalls umgebauten Schwarzwaldschanze (K 55) abgehalten wurde, sprangen die Spezialspringer auf der Murgtalschanze (K 65). Daneben wurden zwei Loipen angelegt, wovon sich eine im Tal und die andere im Gebirge befand.
Die 50-km-Langlaufmeisterschaften wurden am 15. Februar 1953 im nordhessischen Willingen ausgetragen.

## Programm und Zeitplan
| Datum            | Uhrzeit | Ereignis               | Ort                | Geschlecht |
| ---------------- | ------- | ---------------------- | ------------------ | ---------- |
| Fr., 6. Februar  | 09:00   | 15 km Langlauf         | Freudenstadt       | Männer     |
| Fr., 6. Februar  | 09:00   | Kombinationslanglauf   | Freudenstadt       | Männer     |
| Fr., 6. Februar  | 14:00   | Qualifikationsspringen | Murgtalschanze     | Männer     |
| Sa., 7. Februar  | 09:00   | 10 km Langlauf         | Baiersbronn        | Frauen     |
| Sa., 7. Februar  | 13:00   | Kombinationssprunglauf | Schwarzwaldschanze | Männer     |
| So., 8. Februar  | 08:00   | 4 × 10 km Staffellauf  | Baiersbronn        | Männer     |
| So., 8. Februar  |         | 3 × 6 km Staffellauf   |                    | Frauen     |
| So., 8. Februar  | 13:30   | Spezialsprunglauf      | Murgtalschanze     | Männer     |
|                  |         |                        |                    |            |
| So., 15. Februar |         | 50 km Langlauf         | Willingen          | Männer     |

## Skilanglauf

### Frauen

#### 10 km
| Platz | Sportlerin     | Ort             | Zeit (h) |
| ----- | -------------- | --------------- | -------- |
| 01    | Hanni Gehring  | Unterjoch       | 0:45:28  |
| 02    | Sigrun Schotte | Erfurt          | 0:46:55  |
| 03    | Margot Heinz   | Oelsnitz        | 0:47:54  |
| 04    | Käthe Wöllner  | DDR             | 0:48:27  |
| 05    | Elfriede Pura  | St. Andreasberg | 0:48:39  |

Datum: Samstag, 7. Februar 1953

Beim Damenlanglauf über 10 Kilometer ging mit 26 Athletinnen ein starkes Feld ohne die Titelverteidigerin Else Ammann an den Start. Dabei erwiesen sich besonders die ostdeutschen Läuferinnen als sehr stark, wobei auch sie nicht an Hanni Gehring aus Unterjoch vorbeikamen. Die Laufstrecke präsentierte sich in den frühen Vormittagsstunden in bester Verfassung, nachdem in der Nacht der lange währende Schneefall aufgehört hatte. Die Loipe war zudem überaus vielseitig, sodass sich zu Beginn Steigungen und Gefälle abwechselten, bevor der letzte Kilometer vorwiegend flaches Gelände aufzubieten hatte. Das Rennen wurde als Rahmenwettbewerb ausgetragen.

#### Verbandsstaffel
| Platz | Verband  | Namen                                     | Zeit (h) |
| ----- | -------- | ----------------------------------------- | -------- |
| 01    | Bayern I | Sixt Else Ammann Hanni Gehring            | 1:43:25  |
| 02    | DDR      | Margot Heinz Dorle Heimann Sigrun Schotte | 1:44:56  |
| 03    | Harz I   |                                           | 1:45:04  |

Datum: Sonntag, 8. Februar 1953

Die als Rahmenwettbewerb ausgetragene 3-mal-6-Kilometer-Frauenstaffel gewann der Bayerische Skiverband mit deutlichem Vorsprung vor der Staffel der DDR.

### Männer

#### 15 km
| Platz | Sportler       | Verein            | Zeit (h) |
| ----- | -------------- | ----------------- | -------- |
| 01    | Hubert Egger   | 1860 München      | 1:01:31  |
| 02    | Hermann Möchel | SC Mannheim       | 1:02:31  |
| 03    | Albert Hitz    | SC Hinterzarten   | 1:03:42  |
| 04    | Toni Haug      | SC Unterjoch      | 1:03:54  |
| 05    | Albert Mohr    | SV Hindelang      | 1:04:01  |
| 06    | Rudolf Kopp    | WSV Reit im Winkl | 1:04:10  |
| 07    | Alois Harrer   | SV Hindelang      | 1:04:12  |

Datum: Freitag, 6. Februar 1953

Den Skilanglauf über 15 Kilometer gewann Hubert Egger in 1:01:31 h vor dem Titelverteidiger Hermann Möchel und Albert Hitz. Der DDR-Meister im Langlauf und der Nordischen Kombination Cuno Werner (1:05:39 h) wurde als Vierzehnter bester ostdeutscher Athlet vor dem Klingenthaler Herbert Müller (Platz 18; 1:06:21 h). Insgesamt nahmen 125 Athleten am Wettkampf teil.

#### 50 km
| Platz | Sportler         | Verein          | Zeit (h) |
| ----- | ---------------- | --------------- | -------- |
| 01    | Oskar Burgbacher | SZ Brend        | 3:40:49  |
| 02    | Albert Hitz      | SC Hinterzarten | 3:43:56  |
| 03    | Hermann Möchel   | SC Mannheim     | 3:47:21  |

Datum: Sonntag, 15. Februar 1953

Oskar Burgbacher gewann den 50-km-Skimarathon, womit er bereits seinen dritten Titel in dieser Disziplin holte.

#### Verbandsstaffel
| Platz | Verband         | Namen                                                      | Zeit (h) |
| ----- | --------------- | ---------------------------------------------------------- | -------- |
| 01    | Bayern I        | Toni Haug Albert Mohr Rudolf Kopp Hubert Egger             | 2:56:15  |
| 02    | Schwarzwald I   | Oskar Burgbacher August Hitz Albert Hitz Hermann Möchel    | 2:59:15  |
| 03    | DDR             | Herbert Müller Erich Lindenlaub Hermann Forker Cuno Werner | 3:01:52  |
| 04    | Bayern II       |                                                            | 3:03:28  |
| 05    | Harz I          |                                                            | 3:04:46  |
| 06    | Bayern III      |                                                            | 3:06:39  |
| 07    | Schwaben I      |                                                            | 3:06:40  |
| 08    | Westdeutschland |                                                            | 3:10:17  |
| 09    | Bayern IV       |                                                            | 3:11:15  |

Datum: Sonntag, 8. Februar 1953

Den 4-mal-10-Kilometer-Staffellauf konnte der Bayerische Skiverband zum vierten Mal in Folge mit drei Minuten Vorsprung souverän gewinnen. Die Dominanz Bayerns wurde auch daran deutlich, dass sich vier Staffeln unter den Besten neun platzieren konnten.

## Nordische Kombination

### Einzel (15 km/K 55)
| Platz | Sportler                       | Ort            | Gesamtpunkte |
| ----- | ------------------------------ | -------------- | ------------ |
| 01    | Heinz Hauser                   | Reit im Winkl  | 437,5        |
| 02    | Cuno Werner                    | Goldlauter     | 421,5        |
| 03    | Helmut Böck                    | Nesselwang     | 415,1        |
| 04    | Erich Röder                    | Klingenthal    | 414,4        |
| 05    | Hermann Möchel                 | Mannheim       | 411,9        |
| 06    | Josef Mayer                    | Ruhpolding     | 410,0        |
| 07    | Max Hellmer                    | Füssen         |              |
| 08    | Willi Rabenstein               | Warmensteinach |              |
| 09    | Kurt Hannemann                 | Haag           |              |
| 10    | Herbert Müller (Skilangläufer) | Klingenthal    |              |

Datum: Freitag, 6. Februar und Samstag, 7. Februar 1953

Der Kampf um den „Goldenen Ski“ fand zweigeteilt statt. So wurde zunächst der 15-km-Skilanglauf abgehalten, ehe am Samstag der Kombinationssprunglauf durchgeführt wurde. Der Titelverteidiger Heinz Hauser hatte sich als Zehnter unter den Spezialisten mit einer Note von 229,7 im Skilanglauf eine günstige Ausgangsposition geschaffen, die er beim Skispringen mit den Weiten von 42,5 und 40,5 Metern zum Meisterschaftssieg mit 437,5 Punkten umwandeln konnte. Der führende Kombinierer nach dem Langlauf war Hermann Möchel, der mit Sprüngen auf 35,5 und 35 Metern jedoch in der Gesamtwertung auf den fünften Rang zurückfiel. Der ostdeutsche Athlet Cuno Werner, dem der Sieg in der Klasse I zuerkannt wurde, weil Hauser in der Altersklasse startete, belegte nach dem viertbesten Kombinationslanglauf sowie dem sechstbesten Kombinationssprunglauf den zweiten Platz.

## Skispringen

### Normalschanze (K 65)
| Platz | Sportler          | Verein                | Weite 1 | Weite 2 | Punkte |
| ----- | ----------------- | --------------------- | ------- | ------- | ------ |
| 01    | Sepp Hohenleitner | SC Partenkirchen      | 70,5 m  | 71,5 m  | 229,3  |
| 02    | Franz Dengg       | SC Partenkirchen      | 68,0 m  | 70,5 m  | 222,2  |
| 03    | Toni Landenhammer | WSV Reit im Winkl     | 69,0 m  | 69,0 m  | 216,4  |
| 04    | Sepp Weiler       | SC Oberstdorf         | 64,0 m  | 66,5 m  | 214,7  |
| 05    | Harry Glaß        | SC Dynamo Klingenthal | 64,5 m  | 69,0 m  | 212,5  |

Datum: Sonntag, 8. Februar 1953

Der Spezialsprunglauf wurde als Abschluss der Meisterschaften vor 35.000 Zuschauern ausgetragen. Nachdem das Ausscheidungsspringen auf der Murgtalschanze wegen heftigen Schneetreibens abgesagt werden musste, konnten die Wertungsdurchgänge am Sonntag durchgeführt werden. Der frühere Meister Toni Brutscher aus Oberstdorf stürzte im ersten Wertungsdurchgang und blieb somit chancenlos. Meister wurde der 23 Jahre alte Sepp Hohenleitner.

## Zeitungsartikel
- Deutschlands Skimeisterschaften in Freudenstadt, Passauer Neue Presse, Ausgabe Nr. 20 vom 5. Februar 1953
- Heinz Holland: Gute Aussichten für Cuno Werner in Baiersbronn, Neues Deutschland, Seite 6, Ausgabe Nr. 32 vom 7. Februar 1953
- Heinz Holland: Cuno Werner und Sigrun Schotte erkämpfen zweite Plätze, ND, Seite 6, Ausgabe Nr. 33 vom 8. Februar 1953
- Gute Aussichten für Cuno Werner, Berliner Zeitung, Seite 5, Ausgabe Nr. 33 vom 8. Februar 1953
- „Goldener Ski“ wieder für Heinz Hauser, PNP, Ausgabe Nr. 22 vom 9. Februar 1953
- Deutsche Ski-Elite kämpfte um Meistertitel, PNP, Ausgabe Nr. 22 vom 9. Februar 1953
- Helmut Sohre: Hohenleitner Sprunglaufsieger, Hamburger Abendblatt, Ausgabe Nr. 33 vom Montag, dem 9. Februar 1953, Seite 6[3]
- „Goldener Ski“ an Heinz Hauser, Badische allgemeine Zeitung, Ausgabe Nr. 33 vom 20. Februar 1951, Seite 4.  Abrufbar unter: digital.blb-karlsruhe.de.
- DDR-Sportler erfolgreich, BZ, Seite 4, Ausgabe Nr. 34 vom 10. Februar 1953
- Cuno Werner spukte im Schwarzwald, Neue Zeit, Seite 3, Ausgabe Nr. 34 vom 10. Februar 1953
- NZ, Seite 5, vom 11. Februar 1953
- Dritter Versuch Oskar Burgbachers, PNP, Ausgabe Nr. 24 vom 13. Februar 1953
- Das Sportgeschehen auf einen Blick – Skisport, PNP, Ausgabe Nr. 26 vom 16. Februar 1953
- Kurz und bündig in zwei Spalten, NZ, Seite 5, Ausgabe Nr. 55 vom 5. März 1953